# Bruksförsamling

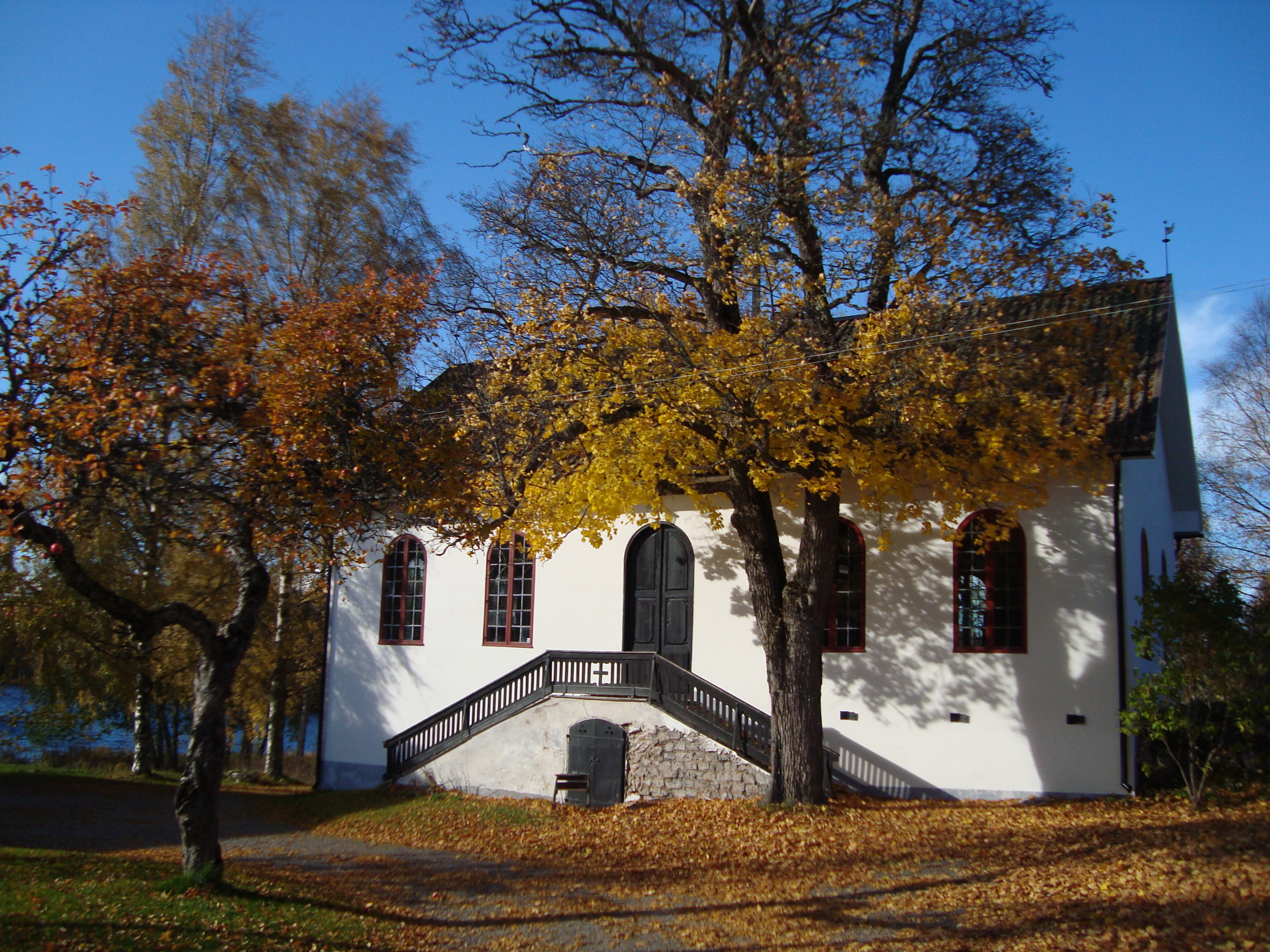
Norns kapell, brukskyrka vid Norns bruk i Hedemora.

Bruksförsamling är ett historiskt begrepp för en församling inom Svenska kyrkan och Evangelisk-lutherska kyrkan i Finland som består av ägaren och de anställda vid ett bruk, samt deras familjer och hushåll. Begreppet förekom[när?] i både Sverige och Finland. Bruksförsamlingarna bildades genom utbrytning ur en församling, och kunde vara eget pastorat, kapellförsamling eller en icke-territoriell församling.

## Uppkomst
Bruksförsamlingar bildades genom att en bruksägare byggde en brukskyrka eller anställde en brukspredikant. Det fanns alltså ett stort inslag av privat finansiering av församlingarna, och många bruksförsamlingar var’’patronella församlingar’’, där församlingens präst utsågs av bruksägaren som privatperson. Den som hade rätt att utse prästen kallades patron (av latinets patronus), vilket är en av flera rötter till att bruksägaren benämndes patron eller brukspatron.
Ett möjligt ekonomiskt skäl för att bilda bruksförsamlingar var de långa avstånden till församlingskyrkan. Då det rådde kyrkogångsplikt fram till 1809 i Sverige, och något längre i Finland, behövde de anställda ägna merparten av de lediga söndagarna för att frakta sig till och från kyrkan. Med en egen brukskyrka kunde detta undvikas, arbetarna återhämtade sig enklare, och produktionen stördes mindre.

## Avveckling
Redan under 1800-talet avvecklades huvuddelen av bruksförsamlingarna och uppgick antingen i sina moderförsamlingar, slogs samman med andra församlingar eller omvandlades till "vanliga" församlingar och bytte därmed namn. Begreppet bruksförsamling är därmed historiskt. Begreppet brukskyrka lever dock kvar som namn för vissa kyrkobyggnader.
På de orter där brukskyrkan kunnat fungera oberoende av bruket har lokalerna ofta övergått till Svenska kyrkans ägo. På andra håll ägs och drivs brukskyrkorna som privata egendomar, med en stiftelse, förening eller undantagsvis ett företag som ägare.

## Exempel på bruksförsamlingar och brukskapell

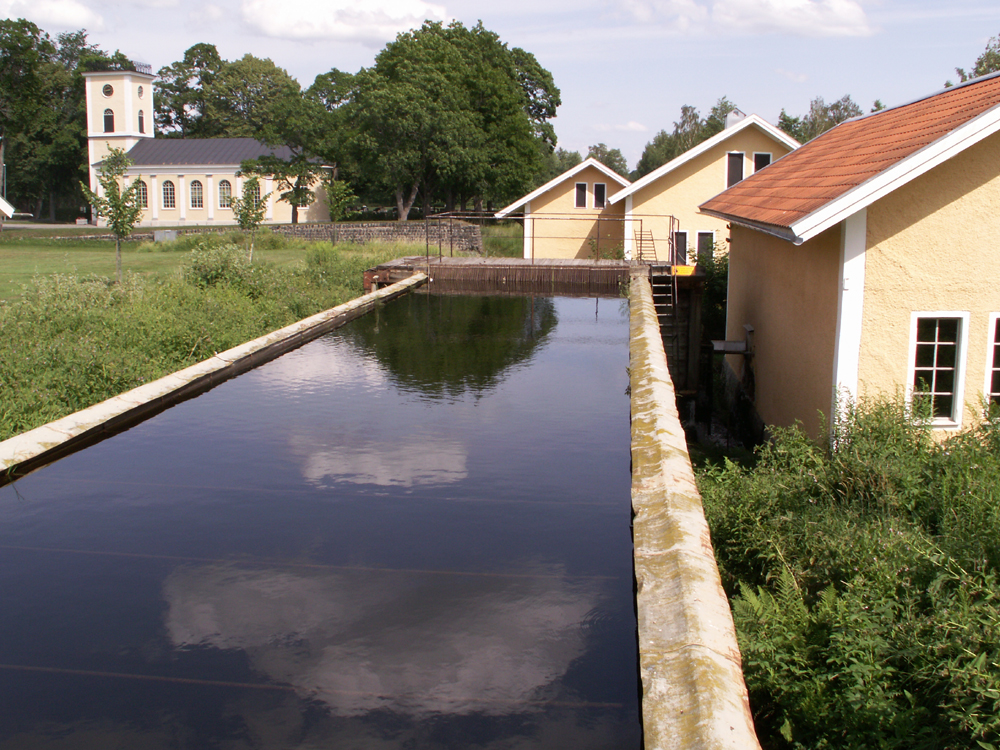
Brevens kyrka är byggd i genomgående empire. Här syns kyrkan bakom brukets kraftverksdamm och kraftverk.

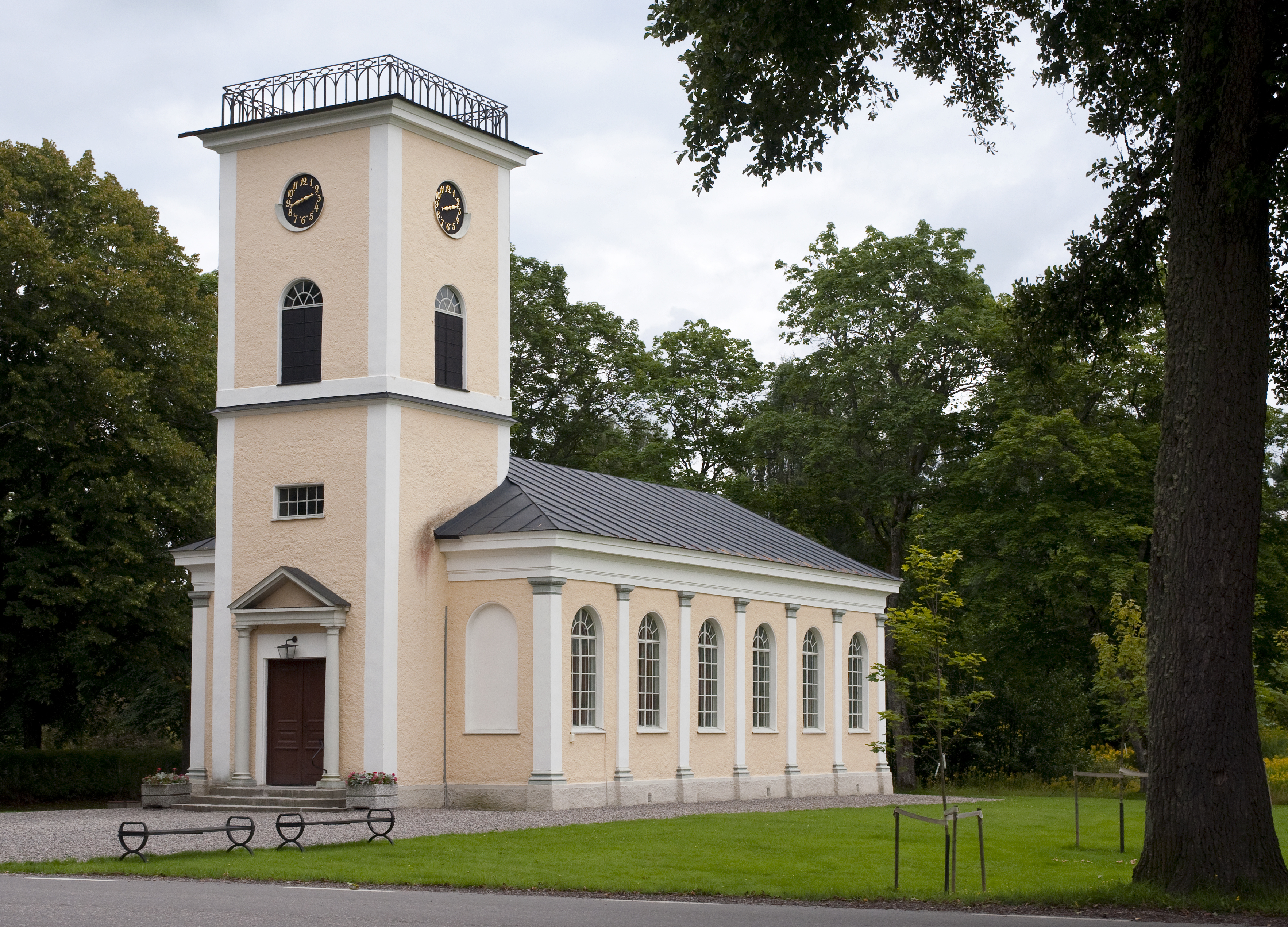
Brevens kyrka, en gång brukskyrka för Brevens bruk utanför Odensbacken.

- Billingsfors bruksförsamling. Billingsfors kyrka var privatägd fram till 1981, drygt 100 år efter att bruksförsamlingen gått upp i Steneby församling och alltså var helt integrerad i Svenska kyrkan.
- Brevens kyrka byggdes 1842 som brukskyrka för Brevens bruk. Byggnaden är särskilt värdefull eftersom den är helt uppförd i empirestilen, och en av få kyrkor i Sverige som följer reformert tradition och har predikstolen placerad över altaret. Innan brukets skola byggdes 1878 användes kyrkan även som undervisningslokal för brukets barn.
- Brukskyrkan i Köpmansholmen invigdes så sent som 1960, på initiativ av direktören vid Forss AB som ville stärka samhörigheten på bruksorten. Kyrkan brann ned och återuppfördes på 1990-talet och är därmed det i särklass mest moderna brukskapellet.[3] [4]
- Dylta svavelbruks församling var periodvis eget pastorat och periodvis kapellförsamling till Axbergs församling.
- Galtströms bruksförsamling med Galtströms brukskyrka är en till stora delar bevarad bruksmiljö. Träkyrkan, grundlagd 1680, är en av få delar av bruket som inte brändes ned under rysshärjningarna 1721.
- Höganäs församling bildades som Höganäs bruksförsamling. Åtminstone fram till 1910 tillsattes kyrkoherden av Höganäsbolaget.
- Hörnefors-Strömbäck bruksförsamling är ett exempel på hur två bruk (Hörnefors bruk och Strömbäcks glasbruk) gick samman om en gemensam brukspredikant, och bildade församling.
- Jonsereds kyrka byggdes som brukskyrka för Jonsereds Fabrikers AB. Brukspredikanten hade även uppdraget att tillsammans med lärarna undervisa i skolan.[5]
- Kengis bruksförsamling var en utbrytning ur Övertorneå församling. Den första brukspredikanten var Anders Nicolai Tornensis, som tillträdde 1655.
- Lagfors bruksförsamling bildades 1797 genom en utbrytning ur Ljustorps församling. Skogsbolaget SCA gav Lagfors kyrka i gåva till Svenska kyrkan 1985.
- Los församling bildades som bruksförsamling 1748, var kapellförsamling från 1820 och fick så småningom självstyre med egen kyrko- och fattigkassa. Församlingen finns fortsatt kvar.
- Norns bruksförsamling med Norns kapell, där kyrkklockan har inskriptionen ’’Norden Bruchs Capell’’.
- Svartnäs bruksförsamling sågs från början som en bruksförsamling med separat kyrkobokföring men utan bestämt territoriellt område. Först 1924 bildades en jordebokssocken med namnet Svartnäs.
- Österby bruksförsamling, där Österbybruks kyrka uppfördes som brukskyrka och utgör en integrerad del av Österbybruks herrgård.

## Källförteckning
1. ↑  ”Bruksförsamling”. Förvaltningshistorisk ordbok. Svenska litteratursällskapet, SLS. https://fho.sls.fi/uppslagsord/8476/bruksforsamling/. Läst 15 januari 2021.
2. ↑  Jorun Skagerberg (26 februari 2014). ”Kyrkstigar i Roslagen” (pdf). Ridled Roslagen. sid. 5. Arkiverad från originalet den 13 april 2016. https://web.archive.org/web/20160413001518/http://www.ridledroslagen.se/wp-content/uploads/Ridled-Roslagen-p%C3%A5-Kyrkstigar-slutrapport-webb.pdf. Läst 9 februari 2016.
3. ↑  ”Brukskyrkan, Köpmanholmen”. Svenska kyrkan, Nätra församling. Arkiverad från originalet den 21 januari 2021. https://web.archive.org/web/20210121212820/https://www.svenskakyrkan.se/natra-sidensjo/brukskyrkan-kopmanholmen. Läst 15 januari 2021.
4. ↑  Studiecirkeln ”Kyrka på bruket” (26 februari 2010). ”Brukskyrkan Köpmanholmen” (pdf). Svenska kyrkan, Nätra församling. Arkiverad från originalet den 21 januari 2021. https://web.archive.org/web/20210121214100/https://www.svenskakyrkan.se/filer/Brukskyrkan.pdf. Läst 15 januari 2021.
5. ↑  ”Bilder från Jonsered – Jonsereds kyrka”. Jonsereds hembygdsförening. Arkiverad från originalet den 5 mars 2016. https://web.archive.org/web/20160305001147/http://www.jonseredshembygdsforening.com/bilder_3.htm. Läst 15 januari 2021.